# Masdevallia manningii
Masdevallia manningii är en orkidéart som beskrevs av Willibald Königer. Masdevallia manningii ingår i släktet Masdevallia och familjen orkidéer.
Artens utbredningsområde är Peru. Inga underarter finns listade i Catalogue of Life.